# پیتر کریگر
پیتر کریگر (انگلیسی: Peter Krieger; ۳۰ نوامبر ۱۹۲۹ – ۱۹۸۱) بازیکن فوتبال اهل آلمان بود.
از باشگاه‌هایی که در آن بازی کرده‌است می‌توان به باشگاه فوتبال زاربروکن و باشگاه فوتبال اشتوتگارت اشاره کرد.
وی همچنین در تیم ملی فوتبال زارلند بازی کرده‌است.